# Weigersdorf (Pollenfeld)
Weigersdorf ist ein Ortsteil der Gemeinde Pollenfeld im Landkreis Eichstätt, Bayern.

## Lage
Das Kirchdorf liegt auf der südlichen Frankenalb etwa sechs Kilometer nördlich von Eichstätt an der Kreuzung der Straßen Pollenfeld–Langensallach und Seuversholz–Preith und ist von Äckern umgeben.

## Geschichte
Urkundlich wurde der Ort erstmals 1186 erwähnt, als Papst Urban III. Besitz und Rechte (Kirche und Meierhof) dem Eichstätter Domkapitel bestätigte. Zwei Jahre zuvor hatte der Eichstätter Domherr Volckmar hier eine Marienkirche erbaut. 1194 ist ein Edelsitz erwähnt. 1484/86 tauschte der Eichstätter Bischof Wilhelm Güter in Weigersdorf mit der Pfarrei Etting bei Ingolstadt und mit dem Augustinerchorherrenstift Rebdorf. Vom 17. bis zum 19. Jahrhundert wurden bei Weigersdorf Erzgruben ausgebeutet. 1689 wurde die zersprungene Kirchenglocke in Nürnberg umgegossen.
1936 erfolgte eine Flurbereinigung. Bei der Gemeindegebietsreform ist Weigersdorf, das keine weiteren Ortsteile hatte, am 1. Januar 1972 in die Gemeinde Pollenfeld eingegliedert worden; am 1. Juli 1972 wechselte der nun vergrößerte Landkreis Eichstätt von Mittelfranken nach Oberbayern. 1973 bestanden im Ort bei 143 Einwohnern fünf landwirtschaftliche Vollerwerbs- und 15 Nebenerwerbsbetriebe sowie eine Kleiderfabrikation mit 20 Beschäftigten. 2003 wohnten in Weigersdorf 139 Katholiken, vom Pfarrer von Pollenfeld seelsorgerlich betreut, und 18 Nichtkatholiken.

## Kirche
Die katholische Kirche St. Andreas, eine Filialkirche von Pollenfeld, wurde 1745 nach Plänen von Gabriel de Gabrieli unter der Bauleitung von Giovanni Domenico Barbieri vom Pollenfelder Maurermeister Joseph Leitner erbaut; sie wurde 1746 konsekriert. Das Turmuntergeschoss ist mittelalterlich, das Turmobergeschoss stammt von 1834; der Turm schließt mit Helm über vier Giebeln. Die Deckengemälde stammen von Hugo Ernst Murmann (1745). Hochaltäre und Seitenaltäre sind barock (1745); die Stuckkanzel schuf 1746 Franz Xaver Horneis. Die Kirche beherbergt spätgotische und barocke Plastiken. Zur mobilen Ausstattung gehört ein St. Andreas-Frührokoko-Reliquiar von 1735.

## Vereine
- Jagdgenossenschaft
- Gartenbauverein
- Freiwillige Feuerwehr
- TC Weigersdorf
- Club der Junggesellen

## Archivalien
- Staatsarchiv Nürnberg, Band Hochstift Eichstätt Literalien HEL 158